# 田沢城 (信濃国)
田沢城（たざわじょう）は、長野県安曇野市豊科田沢にあった日本の城。標高は724メートル。

## 概要
光城の支城で別名は光小城といい、光城か西南方に張り出した尾根先に位置する。鎌倉時代時代に海野幸継の四男である田沢四郎幸国（真田四郎とも）が築城したと伝わり、武田氏時代には花村若狭守が城主であった。
後背地の尾根を3つの掘割りで断ち切り、丘陵上に東西20メートル、南北26メートルの本城を築いている。また大手の南面には3つの掘割と帯郭、本城下に4つの帯郭、西方前面に5つの縦堀、東方の斜面に6つの帯郭を築いている。